# Oreophryne idenburgensis
Oreophryne idenburgensis är en groddjursart som beskrevs av Richard G. Zweifel 1956. Oreophryne idenburgensis ingår i släktet Oreophryne och familjen Microhylidae. IUCN kategoriserar arten globalt som otillräckligt studerad. Inga underarter finns listade i Catalogue of Life.